# Bản Kiều
Bản Kiều (tiếng Trung: 板橋區; bính âm Hán ngữ: Bǎnqiáo Qū; bính âm thông dụng: Bǎnciáo Cyu; Bạch thoại tự: Pán-kiô-khu) là khu (quận) trung tâm của thành phố Tân Bắc, Đài Loan. Đây là nơi có mật độ dân số cao thứ ba tại Đài Loan. Quận trước đây là thành phố thủ phủ của huyện Đài Bắc và nằm trong số các thành phố có mật độ cao nhất thế giới với trên 24.000 người trên km. Đến 25 tháng 12 năm 2010 khi huyện Đài Bắc trở thành thành phố Tân Bắc, Bản Kiều trở thành một quận của thành phố này.

## Địa lý
Bản Kiều thuộc phần phía tây của bồn địa Đài Bắc. Quận này giáp với Đài Bắc ở phía đông và giáp với hai dòng sông là sông Tân Điếm (新店溪) ở phía đông bắc và sông Đại Hán (大漢溪) ở phía Tây Bắc.

## Giáo dục
Bản Kiều có một số trường đại học:
- Đại học Quốc lập Nghệ thuật Đài Loan (國立臺灣藝術大學)
- Học viện Kỹ thuật Á Đông (亞東技術學院)
- Học viện Kỹ thuật Chí Lý (致理技術學院)

## Vận chuyển

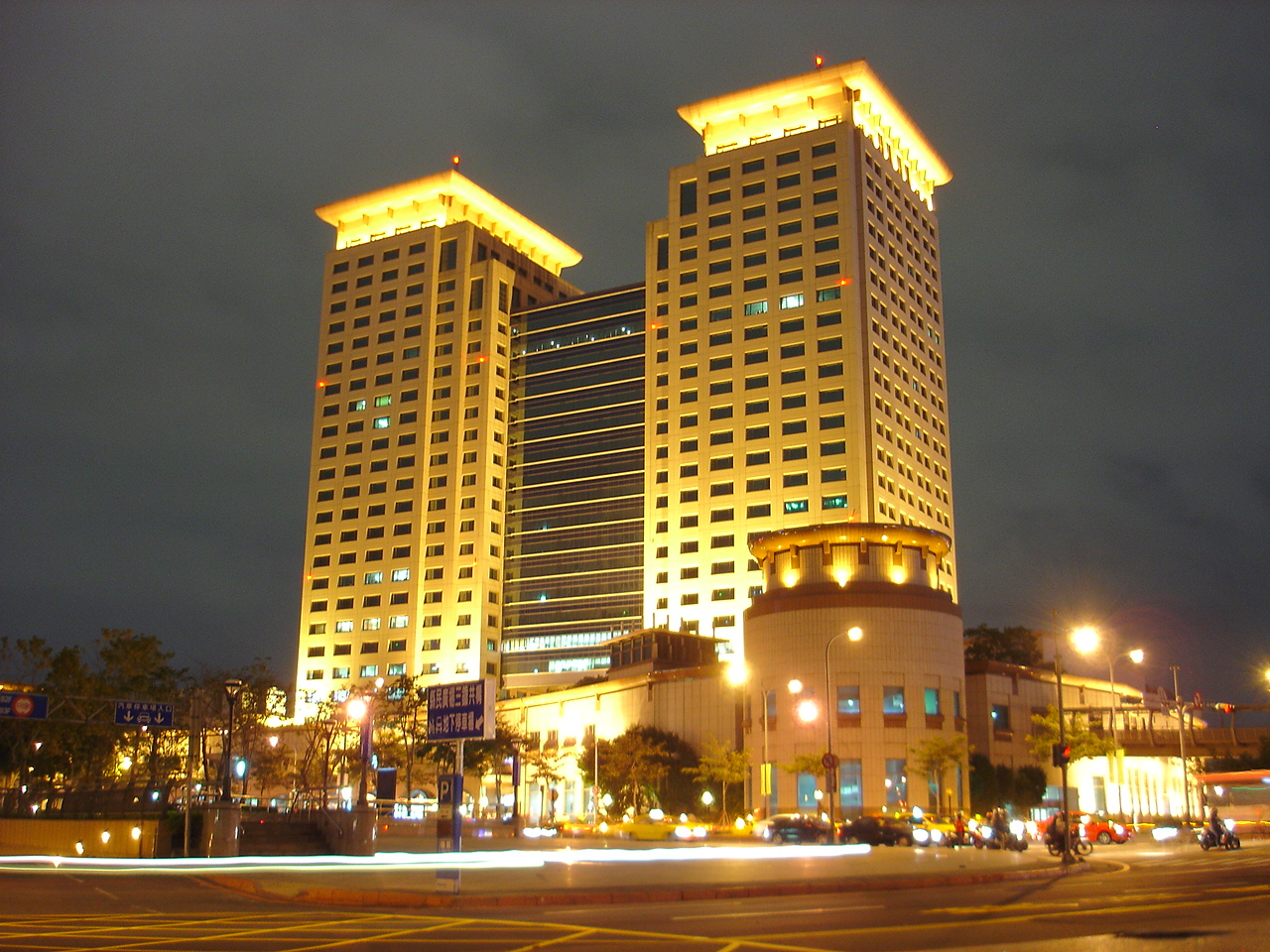
Ga Bản Kiều bao gồm tàu cao tốc, đường sắt thường, tàu điện ngầm và xe buýt

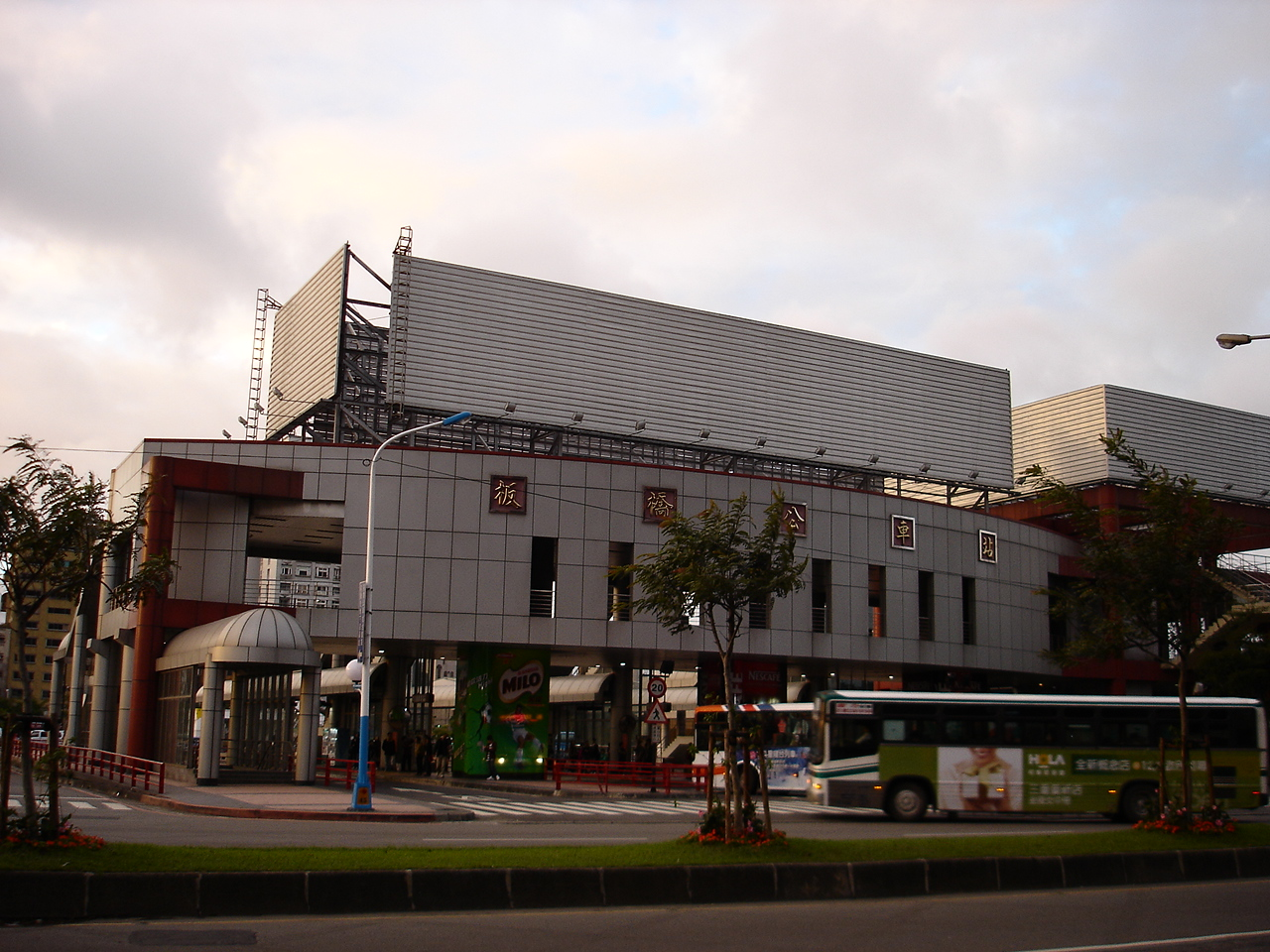
Trạm xe buýt Bản Kiều

Bản Kiều bao gồm nhiều loại hình công cộng khác nhau. Ga Bản Kiều bao gồm tuyến tàu THSR, đường sắt thường TRA, và Tàu điện ngầm Đài Bắc.
Từ năm 2020, Tuyến vòng thuộc Tàu điện ngầm Đài Bắc chạy xuyên suốt khu này. Bao gồm:
- Ga Far Eastern Hospital
- Ga Phủ Trung
- Ga Tân Bộ
- Ga Giang Tử Thúy
- Ga Bản Tân
- Ga Tân Bộ Dân Sinh
- Ga Bản Kiều

## Thành phố chị em
- Addison, Texas, Hoa Kỳ
- Cerritos, California, Hoa Kỳ